# Zaprudne, Alușta
Zaprudne (în ucraineană Запрудне) este un sat în comuna Malîi Maiak din orașul regional Alușta, Republica Autonomă Crimeea, Ucraina.

## Demografie
Componența lingvistică a localității Zaprudne
     Rusă (84,96%)
     Ucraineană (9,05%)
     Tătară crimeeană (4,35%)
     Alte limbi (0,47%)
Conform recensământului din 2001, majoritatea populației localității Zaprudne era vorbitoare de rusă (84,96%), existând în minoritate și vorbitori de ucraineană (9,05%) și tătară crimeeană (4,35%).